# Bitva u Cremony
Bitva u Cremony byla jedním z úspěchů Habsburků ve válkách o dědictví španělské. Šlo o pokus Evžena Savojského nečekaným útokem obsadit mohutnou pevnost Cremonu. Plán sice nevyšel a Evžen se musel obsazení města vzdát, ale celkově nelze střetnutí hodnotit jako neúspěšné, neboť ztráty císařských vojsk byly zřetelně menší, Evžen získal bohatou kořist a nádavkem zajal vrchního velitele francouzských vojsk v Itálii, vévodu de Villeroye, a většinu jeho štábu. Poslední triumf měl ovšem jeden neblahý následek: do Itálie přišli noví, podstatně lepší francouzští velitelé.

## Průběh bitvy
Rakouští granátníci se v noci tajně vplížili do města vyschlým kanálem, jehož polohu jim prozradil farář jednoho z Cremonských kostelů, nečekaným útokem se zmocnili strážnice a Brány sv. Markéty a vpustili dovnitř další jednotky. Rychle obsadili velkou část města, ale pak se vyskytly velké problémy. Početně výrazně silnější francouzská posádka se vzpamatovala mnohem rychleji, než se očekávalo, a odrazila pokus o rychlé dobytí citadely, a když divoké husy (Irové věrní Jakubovi II. bojující ve francouzských službách) ubránily Pádskou bránu před útokem druhé poloviny Evženových mužů, začalo být zřejmé, že útok neuspěl. Ke Cremoně se urychleně začaly stahovat francouzské jednotky z okolí a hrozilo nebezpečí, že císařští budou sevřeni přesilou ve městě mezi hradbami a citadelou a rozdrceni. Evžen tedy nařídil ústup a s bohatou kořistí a asi 300 zajatci Cremonu opustil.